# Волохин, Евгений Дмитриевич
Евгений Дмитриевич Волохин (род. 6 апреля 2005, Ханты-Мансийск, Тюменская область) — российский хоккеист, вратарь московского «Спартака».

## Биография
Воспитанник ханты-мансийской «Югры», с сезона-2022/23 стал выступать за команду МХЛ «Мамонты Югры». Был признан лучшим вратарём лиги сезон-2023/24. В начале сезона-2024/25 также провёл два матча за «Югру» в ВХЛ. 9 октября 2024 года был обменян в СКА и сразу же был отдан в «Сочи», где провёл 28 матчей в КХЛ.
17 июня 2025 года был обменян в московский «Спартак». Этим же летом отправился на сборы с клубом НХЛ «Монреаль Канадиенс», который выбрал Волохина на драфте 2003 года в 5-м раунде под общим 144-м номером.